# Gare du Got
La gare du Got est une gare ferroviaire française de la ligne de Niversac à Agen, située sur le territoire de la commune de Mazeyrolles, dans le département de la Dordogne en région Nouvelle-Aquitaine.
Elle est mise en service en 1863 par la Compagnie du chemin de fer de Paris à Orléans (PO). 
Elle est fermée dans la deuxième moitié du XXe siècle.

## Situation ferroviaire
Établie à 211 mètres d'altitude, la gare du Got est située au point kilométrique (PK) 581,418 de la ligne de Niversac à Agen, entre les gares de Belvès et de Villefranche-du-Périgord.

## Histoire
La « station du Got » est mise en service le 3 août 1863 par la Compagnie du chemin de fer de Paris à Orléans (PO), lorsqu'elle ouvre à l'exploitation la ligne à voie unique de Niversac à Agen.
La recette annuelle de la station de « Le Got » est de 36 578 francs en 1878, de 50 998 francs en 1881, de 42 184 francs en 1882 et de 56 212 francs en 1886.
La gare est fermée au XXe siècle.

## Service des voyageurs
Gare fermée au service des voyageurs. Elle ne sert plus que de voie d'évitement pour garer des trains de travaux en cas de besoin.

## Patrimoine ferroviaire
Le bâtiment voyageurs, modèle type de la compagnie du PO pour la ligne, a deux ouvertures sur une base rectangulaire ; il dispose d'un étage et d'une toiture à deux pans couverte en ardoises.